# Riddarsagor
Riddarsagor är sagor i den romantiska genren från Norge och Island. På 1200-talet började man översätta franska chansons de geste. Genren utökades snart till inhemska skapelser i en liknande stil. Trots att riddarsagorna lästes på Island under flera århundraden betraktades de vanligtvis som populär litteratur med sämre konstnärlig kvalitet än islänningasagorna och andra inhemska genrer. De har rönt begränsad uppmärksamhet från forskare i fornvästnordisk litteratur, och många har förblivit oöversatta.

## Terminologi
Begreppet riddarasögur (sing. riddarasaga) förekommer i Magus saga Jarls där det finns en hänvisning till "Frásagnir ... svo sem ... Þiðreks saga, Flóvenz saga eða aðrar riddarasögur", "berättelser som i sagan Þiðrekr, historien om Flóvent eller andra riddarsagor". En annan term som tillämpas på fiktiva ridderliga och legendariska sagor är lygisögur (sing. lygisaga), "lögnsagor".

## Översättningar
Den första kända fornnordiska översättningen av europeiska romaner ägde rum under beskydd av kungen Håkon Håkonsson i Norge. De tidigaste daterade arbetet är en översättning från år 1226 av en Broder Robert av Tristan författad av Thomas av Storbritannien. Det fornnordiska arbetet Tristrams saga ok Ísöndar, är särskilt värdefullt eftersom den ursprungliga dikten endast finns bevarad i fragment. Elis Saga ok Rósamundu är en översättning av Elie de Saint Gille och tillskriven en Abbot Robert. Kung Håkon gav också ut Möttuls saga, en bearbetning av Le Mantel mautaillé, Ivens saga, en omarbetning av Chrétien de Troyes Yvain, le Chevalier au Lion och Strengleikar, en samling ballader huvudsakligen av Marie de France.
Arbeten i liknande stil, som också kan ha beställts av kung Håkon, är Parcevals saga, Valvens þáttr och Erex saga, som alla härrör från verk av Chrétien de Troyes. Karlamagnus saga är en sammanställning av mer blandat ursprung, som behandlar Karl den store och hans tolv paladiner och som lutar sig på historiografiskt material såväl som Chansons de geste. Andra verk tros härröra från franska originalen är Bevers saga, Flores saga ok Blankiflúr, Flóvents saga och Partalopa saga.
Pseudohistoriska verk som översattes från latin är Alexanders saga (en översättning av Alexandreis), Amicus saga ok Amilíus (baserad på Speculum historiale), Breta sögur (en översättning av Historia Regum Britanniae), Klári saga (originalet är förlorat men i prologen till sagan anges att det var en latinsk dikt som Jón Halldórsson, biskop i Skálholt fann i Frankrike) och Trójumanna saga (en översättning av De excidio Troiae). Didrikssagan är också pseudohistorisk, och är ovanlig, därför att den översatts från tyska.

## Originalverk på fornnordiska
Nedan följer en lista över riddarsagor som författats på Island. Listan är inte komplett.
- Adonias saga
- Ála flekks saga
- Blómstrvallasaga
- Bærings saga
- Dámusta saga
- Dínus saga drambláta
- Drauma-Jóns saga
- Ectors saga
- Flóres saga konungs ok sona hans
- Gibbons saga
- Grega saga
- Hrings saga ok Tryggva
- Jarlmanns saga ok Hermanns
- Kirialax saga
- Konráðs saga keisarasonar
- Mágus saga jarls
- Melkólfs saga ok Solomons konungs
- Mírmans saga
- Nitida saga
- Rémundar saga keisarasonar
- Samsons saga fagra
- Saulus saga ok Nikanors
- Sigrgarðs saga frækna
- Sigrgarðs saga ok Valbrands
- Sigurðar saga fóts
- Sigurðar saga turnara
- Sigurðar saga þögla
- Valdimars saga
- Viktors saga ok Blávus
- Vilhjálms saga sjóðs
- Vilmundar saga viðutan
- Þjalar-Jóns saga